# Новела
Новела је кратко прозно дело сажете радње чија фабула говори о исечку из нечијега живота, те најчешће садржи само један догађај и само неколико ликова чија је карактеризација заснована на употреби језика и повезивању поступака са њиховим психичким особинама. Њена радња се догађа у релативно кратком временском периоду и на релативно ограниченом простору. Настаје почетком ренесансе паралелно са романом у време секуларизације и десакрализације књижевности. Првим новелама се сматрају оне из Декамерона италијанскога писца Ђованија Бокача. Неки од познатих новелиста су Милован Глишић, Лаза К. Лазаревић, Петар Кочић и Симо Матавуљ, као и Антон Павлович Чехов и Ги де Мопасан.
У народној књижевности новела је приповетка реалистичне садржине, која се од бајке разликује само по садржају, док се одликују по сличној структури. Вук Караџић назива их „мушким” приповеткама, јер у њима „нема чудеса, него оно што се приповеда рекао би човјек да је заиста могло бити”.
Народне новеле одликује занимљив садржај, који се заснива на необичним догађајима, изненадни, често духовити обрти, који се, за разлику од бајке, дешавају под узрочно-последичним околностима и психолошком развоју јунака, који се из невоље извлачи стицајем околности или својом довитљивошћу.
Чести су поступци јунака попут надмудривања, надлагивања („Лаж за опкладу”), подваљивања („Два новца”), те се новела жанровски приближава шаљивој причи од више епизода.
Преувеличане ситуације су могуће и често произилазе из свакодневног живота.